# 大眼平鯛
大眼平鯛為輻鰭魚綱鱸形目鱸亞目鯛科的其中一種，分布於西印度洋區，從索馬利亞至南非海域，體長可達40公分，棲息在河口區，屬肉食性，以蠕蟲、甲殼類、軟體動物等為食，可做為食用魚及遊釣魚。